# Apocephalus rugosus
Apocephalus rugosus är en tvåvingeart som beskrevs av Brown 2002. Apocephalus rugosus ingår i släktet Apocephalus och familjen puckelflugor.
Artens utbredningsområde är Missouri. Inga underarter finns listade i Catalogue of Life.